# あしあと (松澤由美のアルバム)
『あしあと』は、松澤由美の1枚目のベスト・アルバム。2007年2月21日にスターチャイルドから発売された。
レーベルの壁を越えたオールタイムベストとなっている。

## 収録曲
1. 地球ぎ
作詞：松澤由美、作曲：松澤由美・高井ウララ、編曲：西田マサラ&Yumimania+
  - 11枚目のシングル。
  - OVA『聖闘士星矢 冥王ハーデス十二宮編』オープニングテーマ。
2. YOU GET TO BURNING
作詞：有森聡美、作曲・編曲：大森俊之
  - デビューシングル。
  - テレビ東京系アニメ『機動戦艦ナデシコ』オープニングテーマ。
3. 明日の笑顔のために
作詞：佐藤順一、作曲：田中公平、編曲：岩崎文紀
  - 8枚目のシングル。
  - WOWOWアニメ『ゲートキーパーズ』オープニングテーマ。
4. OTOHA〜音波〜
作詞：松澤由美、作曲・編曲：朝本浩文
  - 2枚目のシングル。
  - TBS『COUNT DOWN TV』及びニッポン放送『オールナイトニッポン』エンディングテーマ。
5. 君と同じ青空
作詞：松澤由美、作曲：松澤由美・高井ウララ、編曲：西田マサラ&Yumimania+
  - 11枚目のシングルのカップリング曲。
  - OVA『聖闘士星矢 冥王ハーデス十二宮編』エンディングテーマ。
6. SNOW 
作詞：Studio mebius、作曲・編曲：高瀬一矢（I've）
  - パソコンゲーム『SNOW』オープニングテーマ。
7. 哀しいよ
作詞：松澤由美、作曲：KAB.、編曲：十川知司
  - 10枚目のシングル。
8. 時空〜ときのそら〜
作詞：松澤由美、作曲・編曲：朝本浩文
  - 9枚目のシングル。
  - BS-iアニメ『サラリーマン金太郎』オープニングテーマ。
9. ありのままで
作詞：松澤由美、作曲・編曲：田中公平
  - 6枚目のシングル。
  - ニッポン放送『アニガメパラダイス』エンディングテーマ。
10. With you
作詞：有森聡美、作曲・編曲：坂本洋
  - 漫画『遊撃宇宙戦艦ナデシコ』イメージソング。
11. 誰も知らない地図で
作詞：松澤由美、作曲・編曲：朝本浩文
  - 7枚目のシングル。
  - テレビ東京系アニメ『ジバクくん』オープニングテーマ。
12. ココロ
作詞：松澤由美、作曲・編曲：朝本浩文
  - 4枚目のシングル。
  - TBS『COUNT DOWN TV』オープニングテーマ。
13. earth song〜大地の詩〜
作詞：松澤由美、作曲・編曲：朝本浩文
  - 3枚目のシングル。
  - TBS『ワンダフル』エンディングテーマ、
14. Dearest
作詞：有森聡美、作曲・編曲：大森俊之
  - 5枚目のシングル。
  - 東映配給映画『機動戦艦ナデシコ -The prince of darkness-』主題歌。
15. 愛はここにあるの
作詞：松澤由美・Tosh Masuda、作曲・編曲：Tosh Masuda
  - 2枚目のシングルのカップリング曲。
16. Mum's Dream
作詞・作曲：松澤由美、編曲：栗山善親、プロデュース：影山ヒロノブ